# Província de Higo
Higo (肥後国, Higo no kuni) foi uma antiga província do Japão na área da atual prefeitura de Kumamoto na ilha de Kyūshū. Higo fazia fronteira com as províncias de Chikugo, Bungo, Hyūga, Ōsumi e Satsuma.

Mapa das províncias japonesas (1868) com a província de Higo em destaque

A cidade do castelo de Higo localizava-se em Kumamoto. Durante o Período Muromachi, Higo foi dominada pelo clã Kikuchi, que acabou perdendo a posse no Período Sengoku, e a província foi ocupada por senhores feudais vizinhos, incluindo o clã Shimazu de Satsuma, até que Toyotomi Hideyoshi invadiu Kyūshū e entregou Higo a seus vassalos, primeiro Sasa Narimasa e posteriormente Katō Kiyomasa. Os Katō foram logo expulsos das terras, e a região foi dada ao clã Hosokawa.
Durante o Período Sengoku, Higo foi um grande centro para o Cristianismo no Japão, e é também onde Miyamoto Musashi esteve a convite do daimyo Hosokawa enquanto completava o seu Livro dos Cinco Anéis.